# 樂彥禎
樂彥禎（？—888年），本名樂行達，晚唐藩鎮军阀，883年－888年取代了韓簡，成為魏博節度使，因治軍無方，士卒醞釀兵變，只好出家為僧。其子相州刺史乐从训得知，憤而聯合宣武军节度使朱全忠攻擊魏博，卻被留後罗弘信率兵斬殺，樂彥禎也被連累而處死。

## 背景
乐行达是魏博军部魏州人，生年不详。父亲樂少寂是魏博的军官，历任魏博下属的澶州、博州、贝州三州刺史，赠工部尚书。乐行达年轻时也当上了魏博的军校。韩简任魏博节度使后，乐行达被提升为马步军都虞候，后转任博州刺史。中和二年（882年），韩简一度攻占河阳，迫使节度使诸葛爽逃走，乐行达因在此战中有功，迁任澶州刺史。
三年（883年）二月，韩简攻打天平时，诸葛爽趁机突袭并收复了河阳。韩简闻讯，和天平留后朱瑄讲和，再次攻打河阳，被诸葛爽部将李罕之所败。乐行达趁韩简战败，众心动摇，以言辞激牙军，抢先回师占领了魏州。魏博士兵支持他为留后取代韩简，韩简也被部下所杀。唐僖宗认可乐行达为留后，授检校工部尚书，七月又加户部尚书，充节度观察处置等使。

## 任节度使
四年（884年）正月，僖宗为乐行达赐名为樂彥禎，授检校尚书左僕射和同中書門下平章事的宰相荣衔。
乐彦祯好儒，聘公乘亿、李山甫入幕。其子樂從訓生性暴厉贪婪。十二月，前宰相王鐸被任为义昌军节度使，途径魏博。时任义昌军节度使杨全玫闻王铎来代自己，告诉乐彦祯。乐彦祯迎谒王铎，宴劳很周到。樂從訓看上了王铎携带的大量侍妾和财物，纠集甘陵州卒数百人在漳南县高鸡泊伏杀王铎及家属吏佐三百餘人，夺取了他的侍妾和财物。乐彦祯报告朝廷称王铎被盗匪所杀，朝廷因深陷黃巢內亂，无力深究。魏博百姓素知王铎名望，为他的死而惋惜，因此痛恨乐从训。尽管如此，朝廷仍然授予乐彦祯開府儀同三司和司徒的荣衔。
光启元年（885年）七月，邻镇昭义洺州刺史馬爽反叛节度使孟方立，想迫使后者杀死与自己不合的行军司马奚忠信，不久兵败，逃往魏博。奚忠信向乐彦祯行贿，马爽被杀。
三年（887年）正月，宗室李煴稱帝，乐彦祯为魏博节度使、开府仪同三司、检校司空、同中书门下平章事，派使李山甫往见成德军节度使王镕，想合幽州、邢州、沧州诸镇同盟拒敌之，王镕以厚礼致谢，此事却没成功。彦祯见皇室衰微，有骄纵之心，他征召百姓修建魏州内城、重建黄河旧堤，限月内完工，引发民怨。

## 隐退和去世
文德元年（888年）二月，魏博百姓不满乐彦祯的统治；乐从训聚集五百士兵作为心腹，称之为“子將”，也引起魏博的老兵的怨恨。乐从训察觉后，感到不安，逃离魏州。乐彦祯便任他为六州指挥使、相州刺史。乐从训又时常来信索取武器、銀錢、布疋等，越发激怒了魏博的老兵。乐彦祯曾梦见脱去朝服、带子、鞋子走路，醒后觉得是神告诉他将有下变。二月，老兵果然兵变，囚禁了乐彦祯，逼他在龍興寺出家为僧，不久又杀之。混乱中，邻镇的宣武节度使朱全忠派来魏博和乐彦祯商议粮食供给问题的使者押牙雷鄴被杀。
魏博士兵支持都将趙文㺹为留后。乐从训得知父亲被迫隐退，率军三万进军魏州。趙文㺹拒绝和乐从训交战。魏博士兵因为不知趙文㺹意欲何为而杀了他，另推小校马牧监罗弘信为帅。罗弘信击败乐从训，迫使他撤往內黃。魏博军包围內黃。乐从训希望藉魏博军杀死雷鄴一事向朱全忠求援。三月，朱全忠得讯，派都指挥使朱珍等分兵北上，占领魏博黎阳、临河、李固三镇，进军内黄，起初击败了魏博军，分遣聂金、范居实等掠澶州，在临黄杀魏博豹子军二千人。但四月当乐从训试图突围时，被罗弘信部将程公信（一作程公佐）袭杀。乐彦祯父子都被梟首魏博轅門示众。罗弘信遣使向朱全忠道歉并送了礼物，朱全忠撤军，使罗弘信得以顺利接管了魏博。
乐彦祯生前封爵南阳郡王。